# Trzeci rząd Felipe Gonzáleza
Trzeci rząd Felipe Gonzáleza – rząd Królestwa Hiszpanii funkcjonujący od grudnia 1989 do lipca 1993.
Gabinet zastąpił drugi rząd tego samego premiera. Powstał po wyborach w 1989, które po raz kolejny wygrała Hiszpańska Socjalistyczna Partia Robotnicza (PSOE), uzyskując 175 mandatów w 350-osobowym Kongresie Deputowanych. Felipe González został zatwierdzony na urzędzie premiera 5 grudnia 1989, wotum zaufania ponownie przegłosowano 5 kwietnia 1990. Większość parlamentarną zapewnił deputowany regionalnego ugrupowania z Wysp Kanaryjskich. Po wyborach w 1993, w których zwycięstwo również odniosła PSOE, został zastąpiony przez kolejny gabinet lidera socjalistów.

## Skład rządu
- Premier: Felipe González
- Wicepremier: Alfonso Guerra (do 1991), Narcís Serra (od 1991)
- Rzecznik prasowy rządu: Rosa Conde
- Minister spraw zagranicznych: Francisco Fernández Ordóñez (do 1992), Javier Solana (od 1992)
- Minister sprawiedliwości: Enrique Múgica (do 1991), Tomás de la Quadra-Salcedo (od 1991)
- Minister spraw wewnętrznych: José Luis Corcuera
- Minister obrony: Narcís Serra (do 1991), Julián García Vargas (od 1991)
- Minister gospodarki i finansów: Carlos Solchaga
- Minister robót publicznych i urbanistyki: Javier Sáenz de Cosculluela (do 1991)
- Minister transportu, turystyki i komunikacji: José Barrionuevo (do 1991)
- Minister robót publicznych i transportu: Josep Borrell (od 1991)
- Minister edukacji i nauki: Javier Solana (do 1992), Alfredo Pérez Rubalcaba (od 1992)
- Minister kultury: Jorge Semprún (do 1991), Jordi Solé Tura (do 1991)
- Minister pracy i ochrony socjalnej: Manuel Chaves González (do 1990), Luis Martínez Noval (od 1990)
- Minister spraw społecznych: Matilde Fernández
- Minister przemysłu i energii: Claudio Aranzadi (do 1991)
- Minister przemysłu, handlu i turystyki: Claudio Aranzadi (od 1991)
- Minister rolnictwa, rybołówstwa i żywności: Carlos Romero Herrera (do 1991), Pedro Solbes (od 1991)
- Minister administracji publicznej: Joaquín Almunia (do 1991), Juan Manuel Eguiagaray (od 1991)
- Minister do spraw kontaktów z parlamentem: Virgilio Zapatero
- Minister zdrowia i konsumentów: Julián García Vargas (do 1991), Julián García Valverde (od 1991 do 1992), José Antonio Griñán (od 1992)